# Natação nos Jogos Olímpicos de Verão da Juventude de 2018
As competições de natação nos Jogos Olímpicos de Verão da Juventude de 2018 ocorreram entre 7 e 12 de outubro em um total de 36 eventos. As competições aconteceram no Centro Aquático do Parque Olímpico da Juventude, localizado em Buenos Aires, Argentina.

## Calendário
| Outubro | 6 | 7 | 8 | 9 | 10 | 11 | 12 | 13 | 14 | 15 | 16 | 17 | 18 |
| ------- | - | - | - | - | -- | -- | -- | -- | -- | -- | -- | -- | -- |
| Natação |   | 3 | 8 | 5 | 7  | 4  | 9  |    |    |    |    |    |    |

|  | Dia de competição |  | Dia de final |

## Medalhistas
Masculino
| Evento                              | Ouro                                                                             | Ouro       | Prata                                                                 | Prata   | Bronze                                                                      | Bronze  |
| ----------------------------------- | -------------------------------------------------------------------------------- | ---------- | --------------------------------------------------------------------- | ------- | --------------------------------------------------------------------------- | ------- |
| 50 m livre detalhes                 | Thomas Ceccon ITA Itália                                                         | 22.33      | Daniil Markov RUS Rússia                                              | 22.37   | Abdelrahman Sameh EGY Egito                                                 | 22.43   |
| 100 m livre detalhes                | Andrei Minakov RUS Rússia                                                        | 49.23      | Jakub Kraska POL Polônia                                              | 49.26   | Robin Hanson SWE Suécia                                                     | 49.52   |
| 200 m livre detalhes                | Kristóf Milák HUN Hungria                                                        | 1:47.73    | Robin Hanson SWE Suécia                                               | 1:48.14 | Denis Loktev ISR Israel                                                     | 1:48.53 |
| 400 m livre detalhes                | Kristóf Milák HUN Hungria                                                        | 3:48.08    | Marco De Tullio ITA Itália                                            | 3:48.55 | Keisuke Yoshida JPN Japão                                                   | 3:48.68 |
| 800 m livre detalhes                | Nguyễn Huy Hoàng VIE Vietnã                                                      | 7:50.20    | Keisuke Yoshida JPN Japão                                             | 7:53.85 | Marco De Tullio ITA Itália                                                  | 7:55.81 |
| 50 m costas detalhes                | Kliment Kolesnikov RUS Rússia                                                    | 24.40 WJ   | Thomas Ceccon ITA Itália                                              | 25.27   | Tomoe Hvas NOR Noruega                                                      | 25.28   |
| 100 m costas detalhes               | Kliment Kolesnikov RUS Rússia                                                    | 53.26      | Daniel Cristian Martin ROU Romênia                                    | 53.59   | Thomas Ceccon ITA Itália                                                    | 53.65   |
| 200 m costas detalhes               | Kliment Kolesnikov RUS Rússia                                                    | 1:56.14    | Daniel Cristian Martin ROU Romênia                                    | 1:58.20 | Manuel Martos ESP Espanha                                                   | 1:59.37 |
| 50 m peito detalhes                 | Michael Houlie RSA África do Sul                                                 | 27.51      | Sun Jiajun CHN China                                                  | 27.85   | Alexander Milanovich CAN Canadá                                             | 27.87   |
| 100 m peito detalhes                | Sun Jiajun CHN China                                                             | 1:00.59    | Denis Petrashov KGZ Quirguistão                                       | 1:01.34 | Taku Taniguchi JPN Japão                                                    | 1:01.40 |
| 200 m peito detalhes                | Yu Hanaguruma JPN Japão                                                          | 2:11.63    | Savvas Thomoglou GRE Grécia                                           | 2:13.62 | Jan Kałusowski POL Polônia                                                  | 2:13.72 |
| 50 m borboleta detalhes             | Andrei Minakov RUS Rússia                                                        | 23.62      | Tomoe Hvas NOR Noruega Daniil Markov RUS Rússia                       | 23.63   | Nenhum                                                                      | Nenhum  |
| 100 m borboleta detalhes            | Andrei Minakov RUS Rússia                                                        | 51.12      | Kristóf Milák HUN Hungria                                             | 51.50   | Federico Burdisso ITA Itália                                                | 52.42   |
| 200 m borboleta detalhes            | Kristóf Milák HUN Hungria                                                        | 1:54.89    | Denys Kesil UKR Ucrânia                                               | 1:55.89 | Federico Burdisso ITA Itália                                                | 1:57.16 |
| 200 m medley detalhes               | Tomoe Hvas NOR Noruega                                                           | 1:59.58    | Thomas Ceccon ITA Itália                                              | 2:01.29 | Finlay Knox CAN Canadá                                                      | 2:01.91 |
| Revezamento 4x100 m livre detalhes  | Kliment Kolesnikov Daniil Markov Vladislav Gerasimenko Andrei Minakov RUS Rússia | 3:18.11    | Murilo Sartori Lucas Peixoto André de Souza Vitor de Souza BRA Brasil | 3:20.99 | Federico Burdisso Thomas Ceccon Marco De Tullio Johannes Calloni ITA Itália | 3:22.01 |
| Revezamento 4x100 m medley detalhes | Kliment Kolesnikov Vladislav Gerasimenko Andrei Minakov Daniil Markov RUS Rússia | 3:35.17 WJ | Wang Guanbin Sun Jiajun Shen Jiahao Hong Jinquan CHN China            | 3:38.65 | Jakub Kraska Jan Kałusowski Jakub Majerski Bartłomiej Koziejko POL Polônia  | 3:41.51 |

Feminino
| Evento                              | Ouro                                                                             | Ouro    | Prata                                                                                 | Prata   | Bronze                                                                           | Bronze  |
| ----------------------------------- | -------------------------------------------------------------------------------- | ------- | ------------------------------------------------------------------------------------- | ------- | -------------------------------------------------------------------------------- | ------- |
| 50 m livre detalhes                 | Barbora Seemanová CZE Chéquia                                                    | 25.14   | Mayuka Yamamoto JPN Japão                                                             | 25.39   | Yang Junxuan CHN China Neža Klančar SLO Eslovênia                                | 25.47   |
| 100 m livre detalhes                | Barbora Seemanová CZE Chéquia                                                    | 54.19   | Yang Junxuan CHN China                                                                | 54.43   | Neža Klančar SLO Eslovênia                                                       | 54.55   |
| 200 m livre detalhes                | Ajna Késely HUN Hungria                                                          | 1:57.88 | Yang Junxuan CHN China                                                                | 1:58.05 | Barbora Seemanová CZE Chéquia                                                    | 1:58.25 |
| 400 m livre detalhes                | Ajna Késely HUN Hungria                                                          | 4:07.14 | Delfina Pignatiello ARG Argentina                                                     | 4:10.40 | Marlene Kahler AUT Áustria                                                       | 4:12.48 |
| 800 m livre detalhes                | Ajna Késely HUN Hungria                                                          | 8:27.60 | Delfina Pignatiello ARG Argentina                                                     | 8:32.42 | Marlene Kahler AUT Áustria                                                       | 8:36.57 |
| 50 m costas detalhes                | Kaylee McKeown AUS Austrália                                                     | 28.28   | Daria Vaskina RUS Rússia                                                              | 28.38   | Lila Touili FRA França                                                           | 28.78   |
| 100 m costas detalhes               | Daria Vaskina RUS Rússia                                                         | 1:00.45 | Kaylee McKeown AUS Austrália                                                          | 1:00.58 | Rhyan White USA Estados Unidos                                                   | 1:00.60 |
| 200 m costas detalhes               | Tatiana Salcuțan MDA Moldávia                                                    | 2:10.13 | Madison Broad CAN Canadá                                                              | 2:10.32 | Kaylee McKeown AUS Austrália                                                     | 2:10.67 |
| 50 m peito detalhes                 | Agnė Šeleikaitė LTU Lituânia                                                     | 31.37   | Chelsea Hodges AUS Austrália                                                          | 31.42   | Tina Čelik SLO Eslovênia                                                         | 31.75   |
| 100 m peito detalhes                | Anastasia Makarova RUS Rússia                                                    | 1:07.88 | Niamh Coyne IRL Irlanda                                                               | 1:08.90 | Kotryna Teterevkova LTU Lituânia                                                 | 1:08.95 |
| 200 m peito detalhes                | Shiori Asaba JPN Japão                                                           | 2:26.80 | Kotryna Teterevkova LTU Lituânia                                                      | 2:28.18 | Wang Hee-song KOR Coreia do Sul                                                  | 2:28.83 |
| 50 m borboleta detalhes             | Sara Junevik SWE Suécia                                                          | 26.40   | Anastasiya Shkurdai BLR Bielorrússia                                                  | 26.62   | Polina Egorova RUS Rússia Angelina Köhler GER Alemanha                           | 26.68   |
| 100 m borboleta detalhes            | Polina Egorova RUS Rússia                                                        | 59.22   | Angelina Köhler GER Alemanha                                                          | 59.44   | Anastasiya Shkurdai BLR Bielorrússia                                             | 59.76   |
| 200 m borboleta detalhes            | Blanka Berecz HUN Hungria                                                        | 2:10.37 | Dune Coetzee RSA África do Sul                                                        | 2:11.71 | Michaela Ryan AUS Austrália                                                      | 2:13.12 |
| 200 m medley detalhes               | Anastasia Gorbenko ISR Israel                                                    | 2:12.88 | Anja Crevar SRB Sérvia                                                                | 2:13.98 | Cyrielle Duhamel FRA França                                                      | 2:14.15 |
| Revezamento 4x100 m livre detalhes  | Elizaveta Klevanovich Anastasia Makarova Daria Vaskina Polina Egorova RUS Rússia | 3:45.26 | Rafaela Raurich Ana Carolina Vieira Maria Luiza Pessanha Fernanda de Goeij BRA Brasil | 3:47.20 | Miku Kojima Mayuka Yamamoto Nagisa Ikemoto Shiori Asaba JPN Japão                | 3:49.27 |
| Revezamento 4x100 m medley detalhes | Peng Xuwei Zheng Muyan Lin Xintong Yang Junxuan CHN China                        | 4:05.18 | Kaylee McKeown Chelsea Hodges Michaela Ryan Abbey Webb AUS Austrália                  | 4:05.46 | Daria Vaskina Anastasia Makarova Polina Egorova Elizaveta Klevanovich RUS Rússia | 4:06.07 |

Misto
| Evento                              | Ouro | Ouro    | Prata | Prata   | Bronze                                                                                 | Bronze  |
| ----------------------------------- | --- | ------- | --- | ------- | -------------------------------------------------------------------------------------- | ------- |
| Revezamento 4x100 m livre detalhes  | Kliment Kolesnikov Andrei Minakov Polina Egorova Elizaveta Klevanovich Vladislav Gerasimenko* Anastasia Makarova* Daniil Markov* Daria Vaskina* RUS Rússia | 3:28.50 | Lucas Peixoto Ana Carolina Vieira André de Souza Rafaela Raurich BRA Brasil                                                                 | 3:30.13 | Shen Jiahao Hong Jinquan Lin Xintong Yang Junxuan CHN China                            | 3:30.45 |
| Revezamento 4x100 m medley detalhes | Wang Guanbin Sun Jiajun Lin Xintong Yang Junxuan Hong Jinquan* Peng Xuwei* CHN China                                                                       | 3:49.79 | Polina Egorova Anastasia Makarova Andrei Minakov Kliment Kolesnikov Vladislav Gerasimenko* Elizaveta Klevanovich* Daniil Markov* RUS Rússia | 3:51.46 | Miku Kojima Taku Taniguchi Shinnosuke Ishikawa Nagisa Ikemoto Yu Hanaguruma* JPN Japão | 3:51.74 |

* Participaram apenas das eliminatórias, mas receberam medalhas.

## Quadro de medalhas
| Ordem | País               | Medalha de ouro | Medalha de prata | Medalha de bronze |     |
| ----- | ------------------ | --------------- | ---------------- | ----------------- | --- |
| 1     | RUS Rússia         | 13              | 4                | 2                 | 19  |
| 2     | HUN Hungria        | 7               | 1                |                   | 8   |
| 3     | CHN China          | 3               | 4                | 2                 | 9   |
| 4     | JPN Japão          | 2               | 2                | 4                 | 8   |
| 5     | CZE Chéquia        | 2               |                  | 1                 | 3   |
| 6     | ITA Itália         | 1               | 3                | 5                 | 9   |
| 7     | AUS Austrália      | 1               | 3                | 2                 | 6   |
| 8     | LTU Lituânia       | 1               | 1                | 1                 | 3   |
|       | NOR Noruega        | 1               | 1                | 1                 | 3   |
|       | SWE Suécia         | 1               | 1                | 1                 | 3   |
| 11    | RSA África do Sul  | 1               | 1                |                   | 2   |
| 12    | ISR Israel         | 1               |                  | 1                 | 2   |
| 13    | MDA Moldávia       | 1               |                  |                   | 1   |
|       | VIE Vietnã         | 1               |                  |                   | 1   |
| 15    | BRA Brasil         |                 | 3                |                   | 3   |
| 16    | ARG Argentina      |                 | 2                |                   | 2   |
|       | ROU Romênia        |                 | 2                |                   | 2   |
| 18    | CAN Canadá         |                 | 1                | 2                 | 3   |
|       | POL Polônia        |                 | 1                | 2                 | 3   |
| 20    | GER Alemanha       |                 | 1                | 1                 | 2   |
|       | BLR Bielorrússia   |                 | 1                | 1                 | 2   |
| 22    | GRE Grécia         |                 | 1                |                   | 1   |
|       | IRL Irlanda        |                 | 1                |                   | 1   |
|       | KGZ Quirguistão    |                 | 1                |                   | 1   |
|       | SRB Sérvia         |                 | 1                |                   | 1   |
|       | UKR Ucrânia        |                 | 1                |                   | 1   |
| 27    | SLO Eslovênia      |                 |                  | 3                 | 3   |
| 28    | AUT Áustria        |                 |                  | 2                 | 2   |
|       | FRA França         |                 |                  | 2                 | 2   |
| 30    | KOR Coreia do Sul  |                 |                  | 1                 | 1   |
|       | EGY Egito          |                 |                  | 1                 | 1   |
|       | ESP Espanha        |                 |                  | 1                 | 1   |
|       | USA Estados Unidos |                 |                  | 1                 | 1   |
| TOTAL | TOTAL              | 36              | 37               | 37                | 110 |